# Pic de Baiau
Le pic de Baiau est un sommet sur la frontière entre l'Andorre et l'Espagne culminant à une altitude de 2 885 ou 2 886 mètres entre la paroisse de La Massana et la Catalogne.

## Toponymie
- Pic a le même sens en catalan qu'en français et désigne un sommet pointu[4] par opposition aux tossa et bony fréquemment retrouvés dans la toponymie andorrane et qui correspondent à des sommets plus « arrondis »[5].
- Baiau serait d'origine pré-romane bascoïde comme de nombreux toponymes andorrans[6], à rapprocher du basque ibai signifiant « étang » ou « cours d'eau »[7],[8].

## Géographie

### Topographie
Le pic de Baiau est situé entre le pic de Coma Pedrosa (2 943 m) et la Roca Entravessada (2 928 m), les deux plus hauts sommets du pays. Il fait partie du parc naturel des vallées du Coma Pedrosa. Sa proéminence est de 58 m par rapport au pic de Coma Pedrosa distant de seulement 300 m,.
Le pic de Baiau marque la frontière entre l'Andorre et l'Espagne (province de Lérida) et surplombe les estanys de Baiau côté espagnol.

### Géologie
Le pic de Baiau est situé sur la chaîne axiale primaire des Pyrénées formée de roches du Paléozoïque. Comme dans l'ensemble du Nord-Ouest de l'Andorre, la plupart des roches du parc naturel des vallées du Coma Pedrosa sont datées du Cambrien et de l'Ordovicien. Elles sont essentiellement de nature métamorphique avec le schiste au premier plan,.

### Climat
Le climat du parc naturel des vallées du Coma Pedrosa dans lequel est situé le sommet est de type montagnard. Les zones les plus élevées du parc, dont fait partie le pic de Baiau, sont sous influence atlantique.

## Voies d'accès
Le pic de Baiau est accessible par le GR 11 espagnol qui franchit la frontière hispano-andorrane au port de Baiau (2 756 m) situé immédiatement au sud du pic. Depuis le port de Baiau, il suffit de longer vers le nord la ligne de crête pour atteindre le pic de Baiau.
Compte tenu de cette proximité avec le GR 11, il est possible de rejoindre le pic soit 
depuis le village d'Arinsal en Andorre soit depuis les estanys de Baiau en Espagne. 
Les refuges de montagne les plus proches sont celui de Coma Pedrosa côté andorran et de Baiau (9 places, non gardé) côté espagnol.

Carte des principaux sentiers et refuges d'Andorre incluant le refuge de Coma Pedrosa et le port de Baiau.
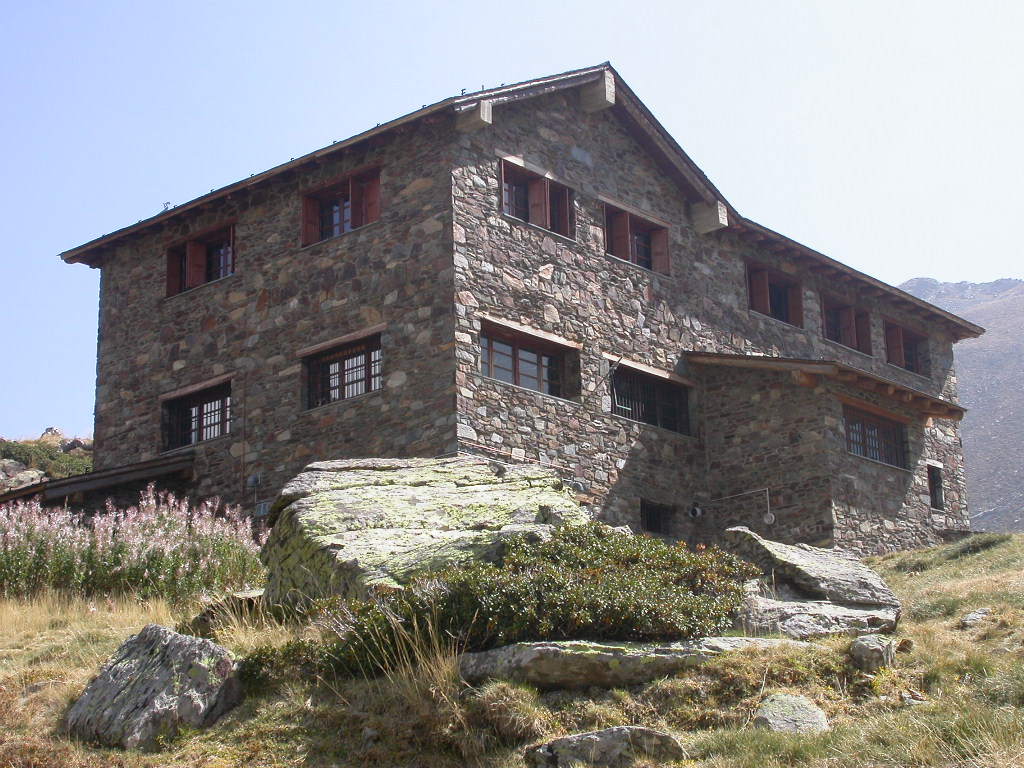
Refuge de Coma Pedrosa.
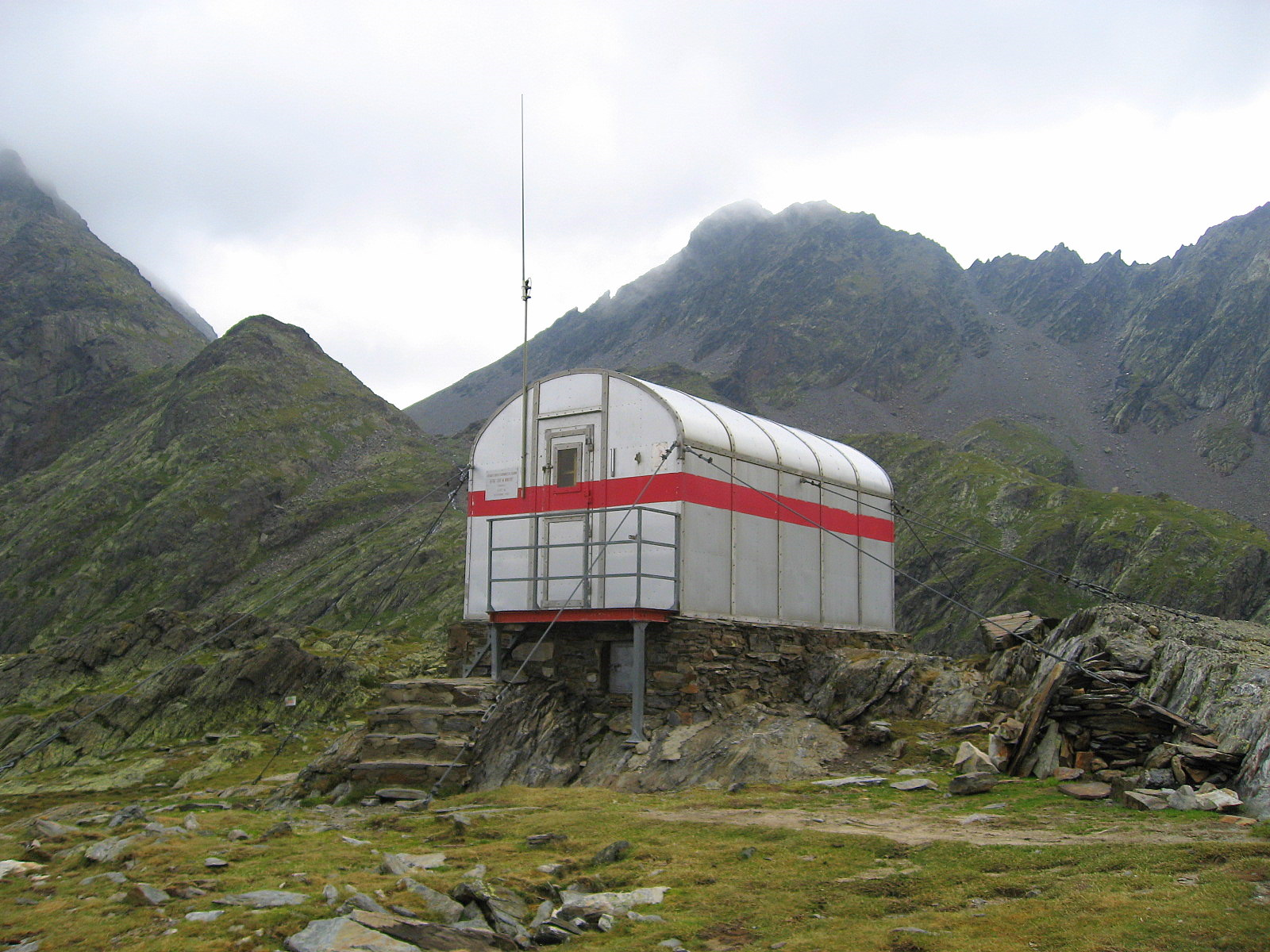
Refuge non gardé de Baiau.